# Mezilesí (ort i Tjeckien, Hradec Králové)
Mezilesí är en ort i Tjeckien.   Den ligger i distriktet Okres Náchod och regionen Hradec Králové, i den nordöstra delen av landet, 130 km öster om huvudstaden Prag. Mezilesí ligger 505 meter över havet och antalet invånare är 203.
Terrängen runt Mezilesí är kuperad åt nordost, men åt sydväst är den platt. Terrängen runt Mezilesí sluttar västerut. Runt Mezilesí är det ganska glesbefolkat, med 42 invånare per kvadratkilometer. Närmaste större samhälle är Náchod, 7,7 km nordväst om Mezilesí. I omgivningarna runt Mezilesí växer i huvudsak blandskog.